# Mdakra
 (avril 2025).
Améliorez-le ou discutez des points à vérifier. 
Les Mdakra (en arabe: المذاكرة) constituent une tribu arabo-berbère marocaine, faisant traditionnellement partie de la confédération tribale des Chaouia. Leurs capitales sont El Gara et Benslimane.

## Origines
La tribu des Mdakra était à l'origine composée de deux éléments distincts : un élément berbère, représenté par la fraction des Mellila, et un élément arabe, regroupant les fractions des Ahlaf et des Ouled Sabbah.

### Les Mellila et leur ascendance houara
Les Mellila seraient historiquement issus de la branche des Houara, descendants de Meld, frère de Houar et fils d’Aurigh. Ce dernier aurait eu quatre fils, mais tous les descendants de cette lignée sont désignés sous le nom de Houara, en raison de la renommée de Houar, aîné et plus illustre de ses frères.
Lors de la conquête musulmane, les tribus Houara se trouvaient en Tripolitaine, pratiquant une vie sédentaire ou nomade. Elles migrèrent ensuite vers la Tunisie, puis, à la suite des luttes répétées de l'histoire berbère, furent repoussées vers l’ouest, se dispersant à travers le Maghreb. Ibn Khaldoun mentionne plusieurs lieux au Maghreb portant le nom de Houara, habités par des fractions de cette tribu, autrefois fière et indépendante, mais appauvrie par les impôts et affaiblie par les vicissitudes de l'histoire.

### Les Ahlaf et leur origine maqilienne
Les Ahlaf, quant à eux, appartiendraient à une lignée maqilienne, établie au nord-est du Maroc. Ce groupe se divisait en deux branches principales : les Amarna et les Mounbat, descendants de frères germains, Amran et Mounba. L'arrivée des Ahlaf dans la région de Tamesna reste incertaine. Selon Ibn Khaldoun, certaines factions des Ahlaf, comme les Sliman ben Nedji ben Omara, parcouraient le désert avec leurs troupeaux, interceptaient des caravanes et attaquaient des bourgades du Sahara.

### Les Ouled Sabbah: une origine disputée
La provenance des Ouled Sabbah est controversée. Selon Al-Istiqsa, cette tribu ferait partie des Hilaliens Riyah et descendrait des Ouled Akhdhar, eux-mêmes issus de 'Amar, petit-fils de Riyah. Ibn Khaldoun, cependant, les rattache à la lignée des Arabes Maqil, ce qui semble plus probable étant donné leur affiliation aux Ouled Ali, une tribu majoritairement maqilienne. Les Ouled Sabbah seraient originaires des bords de la Moulouya.
Les Ouled Ali partagent également une origine maqilienne, vraisemblablement liés aux Ouled Djelal, descendants de Mohammed ben Ma'qil par Djelal, frère de Mansour ben Mohammed ben Ma'qil.

### Une superposition de peuples
Les Berbères Houara et les Arabes Maqil, ancêtres des Mdakra et des Ouled Ali, semblent s’être superposés à un regroupement plus ancien, les Berghouata, une tribu Masmouda autochtone de l'ancienne Tamesna. Les Berghouata disparurent au XIIe siècle à la suite des persécutions idrissides, almoravides et almohades, coïncidant avec l'arrivée des Arabes au Maroc.
Parmi les fractions des Mellila, les Ouled Salah, descendants supposés des Berghouata, illustrent cet héritage. Leur histoire complexe les relie à Salah ben Ya'qoub ben Ishaq ben Tarifa El-Merghouiti El-Maggousi, un ancêtre légendaire.

### Évolution récente de la tribu des Mdakra
Il y a deux siècles, la tribu des Mdakra ne comptait que quelques tentes. Leur petite communauté, isolée dans la forêt, s’est enrichie d’éléments extérieurs, tels que des Doukkala, des Sma’la, des Ourdigha, des Ahl Tadla et des Ouled Hariz. Ces groupes, fuyant les représailles de leurs caïds, se sont établis parmi les Mdakra et ont fini par fusionner avec eux.

## Histoire

### Formation de la Tribu (XIe—XVIIIe)

#### Union Houara et Berghouata
La tribu des Mdakra s’est constituée progressivement au fil des siècles, à la croisée des migrations berbères et arabes au Maroc. Les premiers habitants de la région étaient les Berghouata, une tribu masmouda qui s'était sédentarisée sur les plaines de Tamesna dès le Haut Moyen Âge. Ils furent anéantis au XIIe siècle par les Almoravides et les Almohades, mais leur influence culturelle et génétique perdura à travers certaines fractions de la population locale, notamment les Ouled Salah.
Les Houara, quant à eux, étaient un groupe berbère originaire de Tripolitaine. Ils migrèrent progressivement vers l’ouest sous la pression des conquêtes et des rivalités tribales. Une de leurs branches, les Mellila, finit par s’installer dans la région et constitua une partie importante de la future tribu des Mdakra.

#### La migration Hilalienne
À partir du XIIe siècle, les tribus Maqiliennes, nomades venus du Yémen, s’installèrent progressivement dans le pays après leur passage en Ifriqiya. Parmi elles, les Ahlaf et les Ouled Sabbah, trouvèrent refuge dans la région de Tamesna. Les Ahlaf, issus des lignées Amarna et Mounbat, étaient réputés pour leur mode de vie semi-nomade et leurs incursions dans le désert. Leur arrivée dans la région se concrétisera avec la fin des guerres arabo-almohades, permettant l'installation des arabes dans la région. Quant aux Ouled Sabbah, ils étaient d’ascendance maqilienne, bien que certaines sources les rattachent aux Hilaliens Riyah. Les Mdakra émergèrent de la fusion entre ces divers groupes. Avec le temps, la tribu s’enrichit de nouveaux éléments. Des groupes comme les Doukkala, les Sma’la, les Ourdigha, les Ahl Tadla et les Oulad Hriz rejoignirent les Mdakra.

### Époque médiévale (XVIIIe–XIXe)
Les Mdakra et les Ouled Ali faisaient autrefois partie du groupe des Ouled Bou Atiya.

#### Conflit avec les Mzab
Il y a un peu plus d'un siècle, ils occupaient les territoires de Mqarto, Ziou, et une partie de l’actuelle tribu des Mzab. Lors d’un conflit entre les Ouled Bou Rezq et les Ouled Bou Atiya, les Mdakra sollicitèrent l’aide des Mzab. Cependant, cette alliance temporaire se retourna contre eux. Les Mzab, dont la partie est du territoire avait été conquise par les Ahl Tadla, abandonnèrent les Mdakra en pleine bataille et les attaquèrent. Refoulés, les Mdakra se replièrent à l’ouest de Mqarto, repoussant sur leur chemin les Ziyaïda et les Ouled Zian, membres du groupement des Chehaouna. Depuis cet événement, les Mdakra affirment n’avoir jamais conclu d’alliance entre tribus.

### L'époque Moderne (XIXe–XXe)

#### Les Mdakra sous l'autorité des Oulad Hriz
Sous le règne de Moulay Slimane, en 1805, les Mdakra et les Ouled Ali furent placés sous l’autorité des caïds des Oulad Hriz. Le premier caïd fut Bou Chaïb ben Othman, mais le plus connu demeure « Griran », de son vrai nom Mohammed ben Abd El-Khalek El-Halloufi El-Harizi.
Comme mentionné précédemment, la puissance de Griran finit par s’effondrer. Il est difficile de déterminer précisément quand les Mdakra et les Ouled Ali se libérèrent de la domination des Ber-Rechid. Cependant, selon les récits locaux, cette domination ne concernait plus, sous le règne de Moulay Abd El-Rahman (1822-1859), que les Mdakra et les Oulad Hriz.

#### La fin de l'autorité hrizienne
Le dernier caïd harizi à avoir gouverné les Mdakra semble être Si Abd Es-Salam Ber-Rechid, sous le règne de Moulay Abd El-Aziz. Cependant, son autorité ne s’étendait qu’aux Ouled Ali et aux Ouled Sabbah, qui vivaient dans la plaine (Mouâlin El-Outa). Elle ne fut jamais reconnue par les Ahlaf ni par les Mellila de la forêt (Mouâlin El-Ghaba), bien qu’ils figurassent dans le dahir d’investiture. Ces derniers vivaient en pleine siba, sans chef direct, chaque sous-fraction étant dirigée par l’un de ses membres. Les tournées du khalifa du caïd dans la région étaient mal accueillies : les notables lui réservaient un accueil glacial, et la population lui lançait parfois des pierres, voire des coups de feu.

#### L'autonomie des Mdakra face au Makhzen
Les Mdakra, en particulier les habitants de la forêt (Mouâlin El-Ghaba), conservèrent une certaine autonomie vis-à-vis du Makhzen. Lors de la proclamation de Moulay Abd El-Aziz, ils affichèrent une soumission apparente, comme toutes les tribus de la Chaouia, mais se détachèrent rapidement du sultan dès qu’ils eurent vent de ses relations avec les Européens et des traités qu’il négociait avec eux.
La forêt des Mdakra devint alors un refuge pour tous les mécontents : Ouled Hariz, Doukkala, Béni Meskine et autres, fuyant la domination de Si Abd Es-Salam Ber-Rechid et des autres caïds. Les Mdakra et les réfugiés organisèrent leur propre administration, assurant eux-mêmes la police et établissant la djaouka.

#### Le ralliement tardif à Moulay Hafid
Les Mdakra et les Ouled Ali virent en Moulay Hafid un libérateur pour le Maroc, un moudjahid destiné à chasser les Français, libérer le pays d’un sultan jugé indigne, et annuler les traités signés avec les Européens. Cependant, ils ne le reconnurent qu’après avoir reçu la promesse solennelle, transmise par son cousin Moulay Rechid, qu’il tiendrait ces engagements.

### Résistance face à la France (XIXe—XXe)

#### La résistance des Mdakra face aux troupes françaises
Durant la pacification du Maroc, les Mdakra participèrent activement aux combats contre les troupes françaises lors de la campagne de pacification de la Chaouïa (1907-1914). Ils opposèrent une forte résistance, notamment lors de la Bataille de Fakhakha (1908). Malgré leur vaillance, ils furent contraints à la soumission en 1912. Les différentes fractions des Mdakra se rallièrent progressivement, les Oulad Sabbah étant les premiers, suivis des Ouled ‘Ali et des Mellila.

#### Un engagement total dans la guerre
Les Mdakra ont participé à tous les combats livrés par les tribus de la Chaouia contre les troupes françaises. Ils furent la seule tribu à résister jusqu’à la fin de la campagne. Une colonne spéciale dut être formée pour les soumettre. D’un tempérament belliqueux, ils luttèrent avec une énergie remarquable et engagèrent, sur le plateau des Rfakha, l’un des combats les plus sanglants de la campagne, le 28 février 1908.

#### Organisation des Mdakra
Les Mdakra étaient organisés en quatre groupes, chacun sous la direction d’un chef :
1. Ahlaf : Commandé par El-Ahmar ben Mansour ; le porte-fanion (Moulel-Terrada) était Ali Bel-Hadj, khalifa des Ahlaf.
2. Ouled Sabbah : Dirigés par Abd El-Kader ben Fardjiya ; leur porte-fanion était Ali Bel-Arabi.
3. Ouled Ali : Menés par El-Hadj El-Arbi Ould El-Medkouriya, ancien caïd de la fraction ; le porte-bannière était Cheikh M’Hammed ben Amer.
4. Mellila : Commandés par Cheikh El-Hadj El-Mekki ben Bahloul ; leur porte-fanion était Cheikh Ould Idris.

Le chef le plus influent parmi eux était El-Ahmar ben Mansour. Ce dernier s’était rallié à la cause de Moulay Hafidh lors de l’arrivée dans la tribu de la mehalla de renforts dirigée par le caïd Omar Es-Sektani. Cependant, il ne fit acte de soumission qu’en 1912, peu avant l’abdication de Moulay Hafidh.

#### La soumission progressive des Mdakra
Les Ouled Sabbah furent les premiers à se soumettre, suivis des Ouled Ali et des Mellila. Enfin, vers juillet 1908, les Ahlaf demandèrent à leur tour l’aman sous l’instigation du caïd Mohammed.

#### L’engagement des Mdakra après la pacification
Les Mdakra restèrent toujours fidèles à leur engagement. Ils fournirent un contingent de 100 cavaliers à la mehalla de Moulay Abd El-Aziz lors de sa marche contre Moulay Hafidh. Après la défaite de Moulay Abd El-Aziz, l’agitation fomentée par Ben Azzaoui n’eut aucun effet sur eux.

## Territoire
Les Mdakra sont limités au nord par les Ziyaïda et les Oulad Ziane, à l'ouest par les Oulad Hriz, à l'est par les Zaers et au sud par les Mzâb et les A'châch. Leur territoire s’inscrit dans un hexagone d’environ 20 kilomètres de côté, représentant une superficie totale de 70 000 hectares. Il est délimité au nord par le parallèle 37°20 et au sud par le Mqarto, tandis que ses sommets est et ouest se trouvent sur l’Oued Dalia, à six kilomètres à l’est de Guelta Ed-Drib et à Sidi Chaboun.

### Les Ouled Sabbah: une fraction sédentaire et agricole
Les Ouled Sabbah, fraction des Mdakra, ont tout leur territoire dans la plaine des Chaouïa : leurs terres sont excessivement fertiles et leurs cultures très développées. Les terrains de parcours y sont rares ; aussi, pendant l'hiver, les troupeaux sont-ils envoyés dans les tribus voisines des Mediouna, des Ahlaf et des Mellila.

### Les Ahlaf, Mellila et Ouled 'Ali: un mode de vie semi-nomade
Quant aux Ahlaf et aux Mellila, autres fractions des Mdakra, et aux Ouled 'Ali, leur pays s'étend, en partie, sur les pentes des plateaux qui entourent la région des Châouïa, et, en partie, dans la plaine montagneuse qui se trouve au delà de l'Oued Zemran. Sur la rive gauche de ce cours d'eau on remarque les mêmes cultures que dans la plaine; sur la rive droite le terrain est en grande partie boisé ou couvert de broussailles. Il en résulte un mouvement de va-etvient de la population, qui, pendant l'hiver, conduit les troupeaux pâturer dans la montagne et, pendant l'été, revient au contraire occuper les terrains de labour.

### Démographie
En 1915, la population est plus dense dans le Tirs, où elle vit à l'état sédentaire. C'est le cas des Ouled Sabbahh et des Ouled 'Ali; les Mellila et les Ahlâf sont demi-nomades et passent environ quatre mois d'hiver dans la forêt. La densité moyenne est de 25 habitants au kilomètre carré.

## Division tribale
La tribu d'étude est divisée en deux grands groupes,: 

### Les gens des plaines (Moualine louta) d'origine arabe
Parmi leurs chefs les plus célèbres figure le chef Abdelkader ben Al-Hajj Al-Ma'ti Ould Al-Farjiya.

#### a.Ouled Sabbah
1. Zbirat venus du Tadla dont les factions sont : Rrzazka ouled Mohamed, Moualine chouiref, Chbanate.
2. Ouled Atiya venus du Tadla.
3. Ouled Faida venus du Tadla.
4. Ouled Zidane originaires des Ourdigha dont les factions sont : Ouled Ssid, Ouled Lhrar, Ouled Qassem, Ouled Yahya, Ouled Mira.
5. Ouled Qorra originaires des Ourdigha dont les factions sont : Ouled Taher, Ouled Bouchaïb.

### Les gens des forêts (Moualine lghaba) d'origine arabo-berbère

#### a.Ahlaf
Ils sont d'origine arabe. L'un de leurs chefs les plus célèbres est le commandant Mohamed Ould El-Arabi Ben Lhajj El-Hassan.
1. Ouled Hassan dont les factions sont : Mharika, Blidiyine, Ouled Zid
2. Ouled Ljich dont les factions sont : Ch'ibat, Ouled Ahmed ben Chrif
3. Zzkama

#### b. Melilla
Ils sont d'origine berbère. Parmi leurs chefs les plus célèbres se trouve le leader Al-Ma'ti ben Al-Tahir. Les Mellila appartiennent dans l'histoire ancienne, à la branche des Houara. Lors de la conquête musulmane, tous les Houaras étaient établis en Tripolitaine. De là, ils passèrent en Tunisie et finirent par se disperser. Plusieurs endroits du Maghreb portent ainsi le nom de Houara, car habités par des fractions de cette tribu.
1. Ouled Saleh sont considérés comme les descendants des Berghouata. Ils descendraient du Juif Salah Ben Yacoub Ben Ishaq. Les factions sont : Ouled Mostafa, Ouled lhaj, Lhchalfa
2. Ouled 'Issa dont les factions sont : Lmoadinine, Ouled 'oda, Rrwissat, Ouled 'issa
3. Ouazika
4. Tarch
5. Ouled Moussa
6. Khabziyine
7. Oulad Wahab
8. Lm'atika
9. Lmzar'a dont les factions sont : Ouled mghili, Ouled chouirfa, Ljawabir, Ouled 'azzouz
10. L'thamna
11. Lkrarima
12. Lhlaf

## Notables et gens célèbres
La plupart d'entre eux étaient des saints et des soufis qui possédaient des sanctuaires. Pour la plupart d'entre eux, leurs vies sont inconnues, et les informations sur leur histoire ont peut-être été perdues au fil du temps. En effet, avant la colonisation du maroc, les tradtions étaient le plus souvent orales dans la plupart des régions. Voici une liste non-exhaustive d'eux : 

### Chez les Ouled Sabbah
- Sidi Moussa Ben Ayed
- Sidi Ahmed Ben 'Olayan
- Sidi Mohamed Moujaïb
- Sidi Al-Ghazouani
- Sidi Boulghmane
- Dumat Al-Salem
- Sidi Mass'oud
- Sidi Mhamed ben Abdallah
- Sidi Mbark
- Sidi Ben Nouar
- Sidi Ahmed Al-Taghi

### Chez les Ahlaf
- Sidi Bou'bid
- Lala Aïcha
- Sidi Ali ben Ibrahim
- Sidi 'Assila
- Sidi Al-Ghazouani
- Sidi Qassim
- Sidi Mohamed Moujaïb
- Sidi mol Tal'a
- Sidi Berrechid

### Chez les Melilla
- Sidi Mbrak

- Sidi mol Al-Komari
- Moulay Idriss
- Sidi M'hamed Boughlafa
- Sidi Haj AbdelSalam
- Sidi Ahmed Ben Ghalem
- Sidi Mohammed
- Sidi Al-Ash'ari
- Sidi Dhibi
- Sidi Ali Dar'a
- Sidi Faris
- Sidi Ahmed Al Sharif
- Sidi Boum'ana

### Ahmed El Madhkouri
Ahmed Kannouni El Madhkouri est né en 1906 dans la tribu des Mdakra, dans la région de la Chaouia. Il a vécu et est décédé à Casablanca en 1987. Il a reçu son éducation initiale dans les écoles de sa région natale, où il a mémorisé le Saint Coran et acquis certaines connaissances fondamentales. Par la suite, il a poursuivi ses études à l'université d'Al quaraouiyine à Fès, d'où il est sorti diplômé.
Professionnellement, il s’est consacré à des activités indépendantes, notamment dans le domaine agricole. Parallèlement, il était actif sur le plan politique et figurait parmi les leaders nationaux de la résistance contre le colonialisme français au Maroc. Contraint de fuir, il s'est réfugié à Tétouan avant de revenir à Casablanca après l'indépendance.
Il a également laissé un recueil de poèmes manuscrit intitulé "Poésie et lutte", qui est conservé par sa famille. Ses œuvres reflètent sa culture religieuse et son attachement au patrimoine. Ses poèmes, bien qu’écrits dans un style traditionnel et avec des images poétiques limitées, abordent divers thèmes : l’éloge de son peuple dans la lutte contre le colonialisme, des déclarations d’amour, des descriptions de la grandeur du savoir, des hommages à la femme instruite, ou encore des conseils adressés à son fils.

## Les grandes familles
Les grandes familles sont nombreuses parmi les Ouled Ali et les Mdakra :
Chez les Ouled Ali, on peut notamment citer :
- La famille des Ouled El-Medkouriya, détentrice d’un dahir de Moulay Abd El-Aziz leur conférant le commandement de la tribu.
- La famille du qadi El-Hadj Mohammed ben Abdallah Ould El-Adlani.
- Les familles des Ouled El-Khiyat et des Ouled Ben Smain.

Dans la fraction des Ouled Sabbah (Mdakra), les familles principales incluent :
- Les Ouled El-Fardjiya, 'Ali Bel-Arabi, El-Hadj Bel-Hadj, Hammou Bel-Hadj.
- Les Ouled Chouirfa, Ouled Allai, Si Taibi El-Djabri, Ouled Mohammed Ben Slimane, Ouled Et-Tahmi, Ouled Retal.
- La famille d’El-Ma’ti Ben Kellouk El-Faidi.

Chez les Ahlaf, les familles notables sont :
- Celles d’El-Ahmar Ben Mansour, du caïd Mohammed Ben El-Arbi, de 'Ali Bel-Hadj.
- Les familles d’El-Arbi Ben Qaddour, des Ouled El-Khattab, Ould Bou Chaïb Ben El-Ghazouani.
- Les familles d’El-Ma’ti Ould El-Baïr et de Si Ben Azza Ben Cherqi.

Parmi les Mellila, on trouve :
- Les familles du caïd El-Ma’ti Ben Taher et d’El-Hadj El-Mekki Ben Bahloul.
- Les Ouled Bou Azza Ben El-Mbarek, Ouled El-Hadj El-Kebir Ben Moustafa, Ouled Ech-Cheikh.
- Les Ouled Bou Cheta et les Ouled Si Mohammed Ben El-Arbi.

### Les Soff
Les Ouled Sabbah et les Ouled Ali forment le çoff des Mouâlin El-Outa, vivant dans la plaine et reconnaissant généralement l’autorité du Makhzen. En revanche, les Ahlaf et les Mellila, habitant la forêt, ont toujours vécu dans l’indépendance et forment le groupe des Mouâlin El-Ghaba.
Bien que les Mellila et les Ahlaf aient toujours prétendu vivre en fraternité, jusqu’à l’époque de Moulay Abd El-Aziz, la situation changea lors de la période de la Siba. Les deux factions, bien qu’appartenant à un même çoff, se querellèrent à la suite d’un incident survenu il y a une quinzaine d’années lors d’un marché (souq). Une altercation entre un Mellili et un Halfi se termina par la mort du Mellili, déclenchant une guerre entre les deux groupes. Les Mellila, défaits, durent se replier au-delà de la Data, empiétant sur le territoire des Ouled Ali. C’est à cette époque que fut créé le Souq El-Khemis (marché du jeudi) des Mellila.

### Assemblée des notables
Il n’existe plus d’assemblée de notables chez les Mdakra ni chez les Ouled Ali. Par le passé, ces assemblées se tenaient au marabout de Sidi Ben Abid El-Kelkoula, non loin de Dar El-Ahmar Ben Mansour. La djemaa (assemblée) était alors présidée par El-Ahmar Ben Mansour.
Cette djemaa, connue sous le nom de Djemaat El-Djouaneb, réunissait des délégations de toutes les fractions. Elle se réunissait à l’occasion de vols ou d’assassinats, organisait la djaouka (police tribale) et planifiait des attaques contre les tribus voisines.

## Chorfas
Les Chorfas (nobles descendant du prophète Mahomet) sont représentés par deux familles principales : les Ouled Ben Smain et les Ouled Sidi Ahmed.
Les Ouled Ben Smain détiennent plusieurs dahir émis par la dynastie alaouite, depuis le règne de Moulay Ismaïl jusqu’à celui de Moulay Abd El-Aziz, en passant par Sidi Mohammed Ben Abdallah, Moulay Abd Er-Rahman, Sidi Mohammed Ben Abd Er-Rahman, et Moulay El-Hassan (avec deux dahir attribués à ce dernier). Les plus anciens documents présentent des difficultés de lecture, l’encre (smaq) ayant pâli avec le temps.

Ces dahir se répètent dans leur contenu, les derniers ne faisant que renouveler les prérogatives accordées aux Chorfa Smaïn par Moulay Ismaïl. Le plus récent date du 6 Joumada II de l’année 1313 de l’Hégire. En voici l’essentiel :
« Nous renouvelons aux mourabitine, les Chorfa descendants du saint et vertueux Sidi Mohammed Ben Ismaïl et résidant dans le pays de Tamesna, les droits qui leur ont été conférés par les dahir de nos vénérés ancêtres. Ils devront bénéficier de considération et de respect, et être traités avec égards. On agira avec eux selon les coutumes établies par le passé. Les fonctionnaires et gouverneurs veilleront à l’application de Notre ordre. Fait le 6 Joumada II de l’année 1313. »